# Орахелашвілі Іван Дмитрович
Іван (Мамія) Дмитрович Орахелашвілі (10 червня 1881, село Сакара (Зеда-Сакара) Шорапанського повіту Кутаїської губернії, тепер Грузія — розстріляний 11 грудня 1937, місто Тбілісі, тепер Грузія) — радянський державний і партійний діяч, 1-й секретар Закавказького крайового комітету ВКП(б), голова РНК Закавказької РФСР. Член ЦВК СРСР 1—6-го скликань, член Президії ЦВК СРСР у 1927—1929, 1931—1935 роках. Кандидат у члени ЦК ВКП(б) у 1923—1926 роках. Член ЦК ВКП(б) у 1926—1934 роках. Член Центральної Ревізійної Комісії ВКП(б) у 1934—1937 роках.

## Життєпис
Народився в родині дворянина. У 1899 році закінчив Кутаїськую класичну гімназію. Навчався на медичному факультеті Харківського університету. У 1902 році перевівся у Військово-медичну академію в Санкт-Петербурзі, яку закінчив в 1908 році.
Член РСДРП з березня 1903 року.
У 1903 році за участь в студентському русі був заарештований. Учасник російської революції 1905—1907 років у Санкт-Петербурзі. Влітку 1906 року виїжджав до Парижа і Женеву на лікування, після повернення був заарештований у справі Авлабарської друкарні. 
У 1908—1913 роках — військовий лікар 19-го Туркестанського стрілецького полку російської імператорської армії у місті Красноводську Закаспійській області. У 1913—1914 роках — військовий лікар госпіталю в місті Кутаїсі.
У 1914—1917 роках — головний лікар хірургічного загону 3-ї кавалерійської дивізії російської імператорської армії на Турецькому, Румунському та Західному фронтах.
З січня по жовтень 1917 року — член президії міського комітету РСДРП(б) Владикавказа. У жовтні 1917 — січні 1918 року — голова комітету РСДРП(б) міста Владикавказа; голова Владикавказької ради робітничих і солдатських депутатів. З жовтня 1917 року — член Кавказького крайового комітету РСДРП(б).
У січні — березні 1918 року — представник надзвичайного комісара Кавказу Степана Шаумяна в ЦК флотських сил Східного побережжя Чорного моря в місті Батумі. З березня 1918 року — член Кутаїського губернського комітету РКП(б).
У 1918—1920 роках перебував в ув'язненні в незалежній Грузії.
З червня по вересень 1920 року — голова Тимчасового ЦК КП(б) Грузії.
10 вересня 1920 — 25 лютого 1921 року — голова Президії ЦК КП (б) Грузії.
Одночасно у листопаді 1920 — 11 серпня 1921 року — член Кавказького бюро ЦК РКП(б).
У лютому — 6 березня 1921 року — заступник, в.о. голови Революційного комітету Грузії.
У березні 1921 — 1922 року — заступник голови Ради народних комісарів РСР Грузія.
27 серпня 1921 — 23 січня 1922 року — секретар ЦК КП(б) Грузії.
1 лютого — квітень 1922 року — відповідальний секретар ЦК КП(б) Грузії.
23 лютого — 3 листопада 1922 року — відповідальний секретар Закавказького крайового комітету РКП(б).
Одночасно з березня 1922 року — народний комісар освіти РСР Грузія.
З 3 листопада 1922 року — заступник голови Ради народних комісарів РСР Грузія.
16 січня 1923 — 9 червня 1927 року — голова Ради народних комісарів Закавказької РФСР.
Одночасно з 6 липня 1923 року по 21 травня 1925 року — заступник голови Ради народних комісарів СРСР.
8 грудня 1926 — 27 листопада 1929 року — 1-й секретар Закавказького крайового комітету ВКП(б).
Одночасно в 1926—1929 роках — відповідальний редактор газети «Заря Востока» в місті Тбілісі.
У 1927—1930 роках — член головної редакції Великої радянської енциклопедії.
З листопада 1929 по травень 1930 року — член редакційної колегії газети «Правда» в Москві.
З травня по жовтень 1930 року — відповідальний редактор газети «Заря Востока» в місті Тбілісі.
29 січня — 12 листопада 1931 року — голова Ради народних комісарів Закавказької РФСР.
9 листопада 1931 — 17 жовтня 1932 року — 1-й секретар Закавказького крайового комітету ВКП(б).
У жовтні 1932 — квітні 1937 року — заступник директора Інституту Маркса-Енгельса-Леніна (ІМЕЛ) при ЦК ВКП(б).
У квітні 1937 року висланий до міста Астрахані. У травні 1937 року виключений зі складу Центральної ревізійної комісії ВКП(б).
26 червня 1937 року заарештований органами НКВС СРСР у місті Астрахані та етапований до Тбілісі. Засуджений вироком Особливої трійки при НКВС Грузинської РСР 3 грудня 1937 року до страти, розстріляний 11 грудня 1937 року.
10 листопада 1954 року реабілітований, 1 липня 1955 року посмертно відновлений в партії.